# Roman Prawica
Roman Prawica (ur. 23 lutego 1971 w Stalowej Woli) – polski koszykarz występujący na pozycji skrzydłowego, reprezentant Polski, po zakończeniu kariery zawodniczej trener koszykarski.

## Osiągnięcia
Klubowe
- 3-krotny wicemistrz Polski (1999, 2000, 2001)
- 2-krotny uczestnik meczu gwiazd PLK (1994, 1995)[1]
- Uczestnik rozgrywek:
  - pucharu:
    - Saporty (2000–2002)
    - Koracia (1997/98, 1999/2000)

  - EuroCup Challenge (2002/03)

Indywidualne
- I skład I ligi (2005)[2]

Reprezentacja
- Uczestnik mistrzostw Europy U–18 (1990 – 6. miejsce)
- 2-krotny uczestnik eliminacji do mistrzostw Europy (1997, 2003)

Trenerskie
(* – jako asystent)
- Wicemistrzostwo Europy U–16 dywizji B (2015)*